# Дадашев, Ибрагимпаша Гусейн оглы
Ибрагимпаша Гусейн оглы Дадашев (азерб. İbrahimpaşa Hüseyn oğlu Dadaşov; 10 апреля 1926 — 16 июля 1990) — советский борец вольного стиля азербайджанского происхождения.

## Биография
Выступал за СССР в весовой категории от 62 до 67 кг. Принимал участие в дебютных для советских спортсменов Олимпийских играх 1952 года в соревнованиях по вольной борьбе, заняв седьмое место. 
Чемпион СССР 1949, 1951, 1952 и 1956 годов. Серебряный призёр 1954 и 1955 годов, бронзовый призёр 1950 года. Заслуженный мастер спорта СССР (1957). Заслуженный тренер СССР (1965). 
Заслуженный деятель физической культуры и спорта Азербайджанской ССР. 
Член общества «Динамо» (Баку) с 1945 года. Являлся главным тренером сборной Азербайджана по вольной борьбе. Готовил многих мастеров высокого класса. Среди них — чемпион мира и бронзовый призёр Олимпиады 1964 Айдын Ибрагимов. 
Награждён орденом Трудового Красного Знамени (27.04.1957) — «за успехи, достигнутые в деле развития массового физкультурного движения в стране, повышения мастерства советских спортсменов, и успешное выступление на международных соревнованиях», орденом «Знак Почёта», почётной грамотой Президиума Верховного Совета Азербайджанской ССР.

## Спортивные результаты
На Летних Олимпийских играх 1952 года в Хельсинки боролся в категории до 62 килограммов (полулёгкий вес). Турнир проводился по системе с начислением штрафных баллов. Схватку судили трое судей, за чистую победу штрафные баллы не начислялись, за победу по очкам борец получал один штрафной балл, за любое поражение (по очкам со счётом 2-1, со счётом 3-0 или чистое поражение) — три штрафных балла. Борец, набравший пять штрафных баллов, из турнира выбывал. Трое оставшихся борцов выходили в финал, проводили встречи между собой. Схватка по регламенту турнира продолжалась 15 минут. Если в течение первых десяти минут не было зафиксировано туше, то судьи могли определить борца, имеющего преимущество. Если преимущество никому не отдавалось, то назначалось шесть минут борьбы в партере, при этом каждый из борцов находился внизу по три минуты (очередность определялась жребием). Если кому-то из борцов было отдано преимущество, то он имел право выбора следующих шести минут борьбы: либо в партере сверху, либо в стойке. Если по истечении шести минут не фиксировалась чистая победа, то оставшиеся четыре минуты борцы боролись в стойке.
Титул оспаривал 21 человек. Первую схватку Дадашев лёгко выиграл у египтянина Эссави. Вторую проиграл будущему чемпиону турку Байраму Шиту по очкам, третью выиграл у француза Рожера Беля. Четвёртую схватку проиграл американцу Джосайе Хенсону и выбыл из соревнований.
| Круг | Соперник             | Страна                    | Результат | Основание                | Время схватки |
| ---- | -------------------- | ------------------------- | --------- | ------------------------ | ------------- |
| 1    | Абдель Фаттах Эссави | Египет                    | Победа    | Туше (0 штрафных баллов) | 1:37          |
| 2    | Байрам Шит           | Турция                    | Поражение | 0-3 (3 штрафных балла)   | -             |
| 3    | Рожер Бель           | Франция                   | Победа    | 3-0 (1 штрафной балл)    | -             |
| 4    | Джосайя Хенсон       | Соединённые Штаты Америки | Поражение | 1-2 (3 штрафных балла)   | -             |

Чемпионаты СССР:
- Чемпионат СССР по вольной борьбе 1949 —
- Чемпионат СССР по вольной борьбе 1950 —
- Чемпионат СССР по вольной борьбе 1951 —
- Чемпионат СССР по вольной борьбе 1952 —
- Чемпионат СССР по вольной борьбе 1954 —
- Чемпионат СССР по вольной борьбе 1955 —
- Чемпионат СССР по вольной борьбе 1956 —

## Увековеченье памяти
Имя Ибрагимпаши Дадашева носит одна из улиц Баку. В честь братьев Дадашевых Ибрагимпаши и Мухтара назван зал в обществе Динамо.